# Sid Liddon Island
Sid Liddon Island är en ö i Australien. Den ligger i delstaten Western Australia, omkring 390 kilometer nordväst om delstatshuvudstaden Perth.
Stäppklimat råder i trakten. Genomsnittlig årsnederbörd är 375 millimeter. Den regnigaste månaden är juni, med i genomsnitt 88 mm nederbörd, och den torraste är december, med 3 mm nederbörd.